# Kanton Confolens-Sud
Der Kanton Confolens-Sud war bis 2015 ein französischer Wahlkreis im Département Charente und in der damaligen Region Poitou-Charentes. Er umfasste elf Gemeinden im Arrondissement Confolens; sein Hauptort (frz.: chef-lieu) war Confolens. Die landesweiten Änderungen in der Zusammensetzung der Kantone brachten im März 2015 seine Auflösung.
Der Kanton hatte 6585 Einwohner (Stand: 2012).

## Gemeinden
| Gemeinde                   | Einwohner Jahr | Fläche km² | Bevölkerungsdichte | Code INSEE | Postleitzahl |
| -------------------------- | -------------- | ---------- | ------------------ | ---------- | ------------ |
| Abzac                      | 484 (2013)     | –          | – Einw./km²        | 16001      | 16500        |
| Brigueuil                  | 1.055 (2013)   | –          | – Einw./km²        | 16064      | 16420        |
| Brillac                    | 671 (2013)     | –          | – Einw./km²        | 16065      | 16500        |
| Confolens                  | 2.637 (2013)   | –          | – Einw./km²        | 16106      | 16500        |
| Esse                       | 505 (2013)     | –          | – Einw./km²        | 16131      | 16500        |
| Lesterps                   | 496 (2013)     | –          | – Einw./km²        | 16182      | 16420        |
| Montrollet                 | 305 (2013)     | –          | – Einw./km²        | 16231      | 16420        |
| Oradour-Fanais             | 383 (2013)     | –          | – Einw./km²        | 16249      | 16500        |
| Saint-Christophe           | 355 (2013)     | –          | – Einw./km²        | 16306      | 16420        |
| Saint-Germain-de-Confolens | 84 (2013)      | –          | – Einw./km²        | 16322      | 16500        |
| Saint-Maurice-des-Lions    | 936 (2013)     | –          | – Einw./km²        | 16337      | 16500        |

Die Stadt Confolens lag nur zum Teil im Kanton Confolens-Sud. In der Tabelle ist die Bevölkerungszahl der Stadt Confolens insgesamt angegeben.